# Cosimo Pinto
Cosimo Pinto (ur. 14 marca 1943 w Novarze) – włoski bokser kategorii półciężkiej, mistrz olimpijski z 1964.
Podczas igrzysk śródziemnomorskich w 1963 w Neapolu zdobył złoty medal w wadze półciężkiej (do 81 kg). W tym samym roku zwyciężył w tej kategorii na turnieju przedolimpijskim w Tokio.
Na letnich igrzyskach olimpijskich w 1964 w Tokio zdobył złoty medal w wadze półciężkiej, wygrywając w finale z Aleksiejem Kisielowem z ZSRR. Wystąpił w tej kategorii na mistrzostwach Europy w 1967 w Rzymie, gdzie zdobył brązowy medal po porażce w półfinale z Peterem Gerberem z RFN.
Cosimo Pinto był mistrzem Włoch w wadze półciężkiej w latach 1965 i 1967. Nie przeszedł na zawodowstwo.